# Antonio Benítez Rojo
Antonio Benítez-Rojo (La Habana; 14 de marzo de 1931 - Northampton, Massachusetts; 5 de enero de 2005) fue un novelista, ensayista y escritor de historias cortas cubano. Generalmente es indicado como el más significativo autor cubano de su generación. Su obra ha sido traducida en nueve idiomas y recopilada en más de cincuenta antologías.

## Biografía
Nacido en La Habana, vivió en Cuba con su madre y su padrastro desde los siete años.
Estudió Ciencias Comerciales en la Universidad de La Habana y Estadística en la American University de Washington, Estados Unidos. A mediados de los años 1950, con una beca de las Naciones Unidas, Benítez-Rojo estudió Estadísticas en el Departamento de Trabajo y Comercio de Estados Unidos, y más tarde estudió en México.
Rechazando ofertas de trabajo en Chile y Ginebra, regresó a Cuba en 1958 y se convirtió en Jefe del Departamento de Estadísticas en el Ministerio de Trabajo de Cuba.
Benítez-Rojo comenzó a trabajar en el Ministerio de Cultura en 1965.
Fue vicedirector de la Dirección Nacional de Teatro y Danza del Consejo Nacional de Cultura (1966-1967) y jefe de redacción de Cuba Internacional (1968-1969); dirigió tres departamentos de la Casa de las Américas: el Centro de Investigaciones Literarias (1970-1971), el Departamento Editorial (1974-1980) y el Centro de Estudios del Caribe (1979-1980).
Su vocación literaria se manifestó tardíamente: comenzó a escribir cuentos poco antes de cumplir los 35 años, en febrero de 1966. Ganó el Premio Casa de las Américas por el libro de historias cortas Tute de reyes en 1967. Al año siguiente, ganó un premio del sindicato de escritores, consistente en un viaje a un país socialista; de todos modos el gobierno no le permitió dejar Cuba. Y en 1969 el premio de la Unión de Escritores y Artistas Cubanos (UNEAC) por El escudo de hojas secas.
Para 1975, Benítez-Rojo había sido nombrado jefe de Casa de las Américas, la editorial gestionada por el gobierno cubano. Sea of Lentils, la traducción al inglés de su novela El mar de las lentejas, fue elegida por The New York Times como uno de los libros notables de 1992.
En 1980, el gobierno cubano le facilitó un permiso para dar una conferencia en La Sorbona, en París. Viajó de la capital francesa a Berlín, obtuvo una visa de turista para Estados Unidos, y viajó a ese país.
Ya en EE.UU, enseñó español en el Amherst College, Massachusetts. También fue profesor visitante en las universidades de Harvard, Emory, Brown, Yale, Pittsburgh y Miami.
Una de sus publicaciones más influyentes, La Isla que se Repite, fue publicada en 1998 por Editorial Casiopea en Barcelona. 
Antonio Benítez-Rojo muere en el Hospital Cooley Dickinson de Northampton (Massachusetts), el 5 de enero de 2005 tras una breve enfermedad.

## Obras

### Destacadas
- Tute de Reyes, 1967 (cuentos)
- El escudo de hojas secas, 1969
- Los inquilinos 1976 (novela)
- Heroica, 1977
- El mar de las lentejas, 1979 (novela; su traducción inglesa The Sea of Lentils, fue seleccionada para la lista de los mejores libros de 1992 de The New York Times)
- Antología Personal, 1997
- La isla que se repite: el Caribe y la perspectiva posmoderna, 1998 (ensayo)
- Mujer en traje de batalla, 2001 (novela)

### Otras
- Recopilación de textos sobre Juan Rulfo 1969
- Quince relatos de América Latina 1970 (antología, en colaboración con Mario Benedetti)
- 10 noveletas famosas 1971 (antología)
- El enigma de los esterlines, 1980 (novela juvenil de aventuras)

## Adaptaciones
- Los Sobrevivientes, uno de los cuentos de Tute de reyes, fue llevada al cine en 1978 por Tomás Gutiérrez Alea con guion del propio Benítez Rojo. Sus obras han sido traducidas a una decena de idiomas.